# Тешик-Таш
Тешик-Таш (узб. Teshik-Tosh — дырявый камень) — пещера-грот в горах Байсунтау (Сурхандарьинская область, Узбекистан). В данной пещере в 1938—1939 годах советский археолог Алексей Павлович Окладников совершил открытие захоронения из мустьерской культуры неандертальской девочки. Ранее предполагалось, что этот скелет принадлежал мальчику.

## Стоянка
В 1938—1939 годах советский археолог А. П. Окладников обнаружил на севере Амударьинской области стоянку мустьерской культуры. Грот использовался неандертальцами на протяжении долгого времени с перерывами: всего было пять культурных слоев, перекрытых стерильными прослойками. 
В культурных слоях пещеры (до 1,5 м) найдены кострища и кости горного козла, дикой лошади,  оленя, медведя,  леопарда и других животных, на которых охотились обитатели стоянки, до сурков и пищух включительно. Подавляющее большинство костей (649 из 667 определимых) принадлежало горному козлу, очевидно жители промышляли прежде всего загонной охотой на козлов. Ценными находками стали многочисленные каменные изделия:   дисковидные нуклеусы, скрёбла, скребки, остроконечники, а также орудия для обработки камня - "ретушёры" и "наковаленки" из трубчатых костей.

## Захоронение

Реконструкция облика ребёнка М. М. Герасимовым

Голова неандертальского подростка из пещеры Тешик-Таш

Под первым сверху слоем было найдено погребение с остатками скелета (череп и некоторые кости) ребёнка-неандертальца 8—9 лет. Захоронение было окружено рогами горных козлов, вкопанными в землю, что, возможно, свидетельствует о существовании религиозно-ритуальных культов у неандертальцев. Череп из Тешик-Таша довольно велик (1490 см³), характерный для неандертальцев надглазничный валик не слишком развит, виден выступающий нос, а подбородок, как обычно у неандертальцев, отсутствует. Согласно более поздним исследованиям, скелет принадлежит девочке.
Согласно самому Окладникову, выводы им были сделаны следующие:
Дальнейшие раскопки выяснили неожиданную и поистине потрясающую картину, подобной которой не видел еще ни один исследователь: вокруг черепа мустьерского человека когда-то в строгом порядке, явно по определенному плану в виде круга, расставлены были рога горного козла. Это неопровержимо свидетельствовало о том, что здесь был уже разум, логический план действий, целый мир представлений, который стоял за этим действием.
В 2007 году Сванте Паабо с группой исследователей из Института эволюционной антропологии имени Макса Планка в Лейпциге изучили митохондриальную ДНК из левой бедренной кости неандертальца из Тешик-Таш, а также костей из пещеры Окладникова. Было проведено сравнение с ранее расшифрованными геномами 13 европейских неандертальцев, показавшее сходство митохондриальной ДНК сибирских и европейских неандертальцев. Радиоуглеродный анализ костей из Тешик-Таш провести не удалось, из-за слишком малого количества коллагена, необходимого для такого анализа.

## Награды
- За открытие пещеры Тешик-Таш А. П. Окладников, М. Гремяцкий и Н. Синельников получили Сталинские премии.